# Вудфорд (станція метро)
51°36′25″ пн. ш. 0°02′03″ сх. д. / 51.606944° пн. ш. 0.034167° сх. д.
Вудфорд (англ. Woodford) — станція Центральної лінії Лондонського метрополітену. Станція знаходиться у Вудфорді, Редбрідж, Лондон, у 4-й тарифній зоні, між метростанціями — Бакгерст-гілл та Саут-Вудфорд для відгалуження Еппінг та є кінцевою для петлі Гаїнолт, попередня станція — Родінг-веллі. В 2018 році пасажирообіг станції — 5.69 млн пасажирів
Конструкція станції: наземна відкрита з однією острівною та однією береговою прямими платформами.

## Історія
- 22 серпня 1856: відкриття станції у складі Eastern Counties Railway[3][4]
- 18 квітня 1966: закриття товарної станції[5]

## Пересадки
На автобуси London Buses маршрутів: 275, 549 та W14

## Послуги
| Попередня станція | Лінія | Лінія                                                 | Лінія | Наступна станція |
| ----------------- | ----- | ----------------------------------------------------- | ----- | ---------------- |
| Бакгерст-гілл     |       | Лондонське метро Центральна лінія Відгалуження Еппінг |       | Саут-Вудфорд     |
| Кінцева           |       | Лондонське метро Центральна лінія Петля Гаїнолт       |       | Родінг-веллі     |